# Tatabánya–Oroszlány-vasútvonal

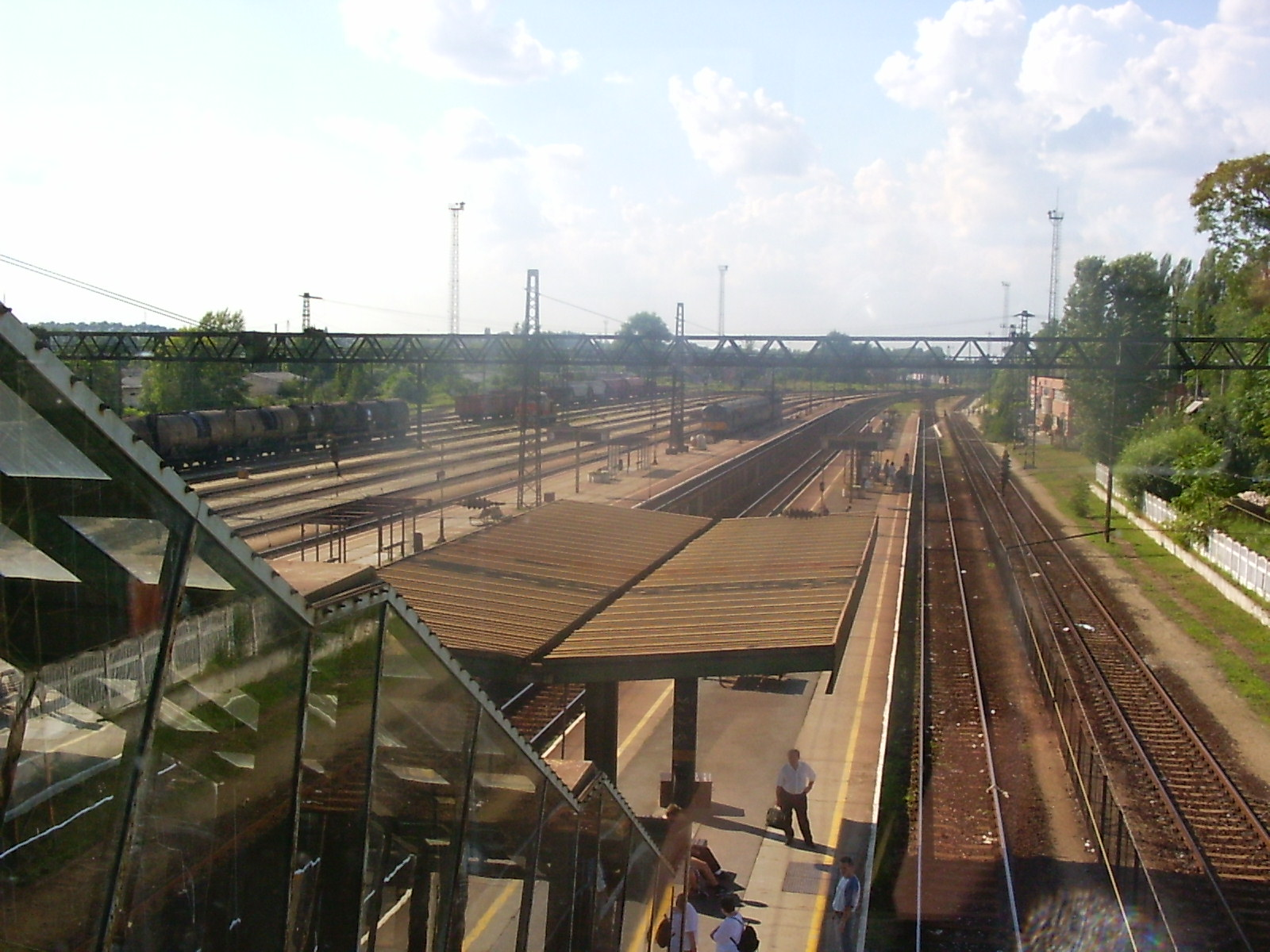
Távolban a vonal induló csonka vágánya Tatabánya állomáson

A Tatabánya–Oroszlány-vasútvonal a MÁV 12-es számú vasútvonala Tatabánya és Oroszlány városok között Komárom-Esztergom vármegyében. A vonal egyvágányú, villamosított szárnyvonal.

## Létrejötte
Oroszlány település fejlődését a szénbányászat határozta meg az 1930-as évek végétől. A napi termelés 25-30 vagonra (200 t) ment fel, s a szállítási gondok megoldására kötélpályát építettek Tatabányáig. A vasúti szállítást a környei vasútállomásról leágazó szárnyvonal kiépítésével tették lehetővé 1950-ben. Átadására 1950. szeptember 1-jén került sor, villamosítása 1965. december 23-ra készült el.

## Állomások és megállóhelyek
- Tatabánya (korábban: Tatabánya-alsó) - A vasútvonal egyik kiinduló vasútállomása. Az utóbbi években Budapestről közvetlenül is jártak személyvonatok Oroszlányba.
- Bánhida (korábban: Tatabányai erőmű megállóhely) - 1896 tavaszán Bánhida határában 120 méteres mélységben barnaszenet találtak. Az első aknát Alsógalla, Bánhida és Felsőgalla  községek hármas határánál a vasút közelében nyitották meg. Később, itt 1898-ban a szénre alapozva hőerőművet létesítettek. A hőerőmű mellett lévő vasútvonalon megállóhely létesült az erőmű és az aknák dolgozói számára. A megálló mellett létesült iparvágány rendszeren kezelték az erőműbe tartó szénvonatokat, és kiszolgálták a Füszért raktárat, valamint egy beton-telepet.
- Környe - A községen két vasútvonal is keresztül halad. Ez az egyik, a másik a belőle itt kiágazó Környe–Pápa-vasútvonal, amely utóbbin már megszűnt a vasúti forgalom. A község alapjában véve mezőgazdasági jellegű. Két országosan ismert vállalkozása van: A Környei Mezőgazdasági Kombinát és az  Agráripari Részvénytársaság. Az iparban történő foglalkoztatottságra Tatabányán és Oroszlányban van lehetőség.
- Kecskéd alsó - A községet az előbb említett két vasúti szárnyvonal mindegyike érinti, ezért a falunak két vasúti megállója is van. A lakosság az előbb említett két városban van foglalkoztatva.
- Oroszlány - A volt bányászváros vasútállomása puritán berendezésű. Jelzi, hogy a vasútvonal fő feladata nem a személyszállítás, hanem az oroszlányi szénvidéken megtermelt szén elszállítása volt. Folyamatosan újabb bányaüzemek létesültek. 1957-ig az oroszlányi bányák Tatabányához tartoztak. A bányászat megszűntével a vasútvonal kihasználtsága és forgalma jelentősen csökkent. Néha fát rakodnak.

## Napjainkban

### Pálya
A pályasebesség Tatabányától Környe felé a fázishatárig (az Erdész utca hídjáig) 40 km/ó utána pedig 80 Km/ó. 2008 őszén másfél hónapos vágányzár alatt 420 millió forintos költséggel felújították a Tatabánya - Környe közötti szakaszt. Teljes felépítménycserét végeztek Platov darus vágányfektető gépcsoport segítségével, a Fertőszentmiklós- Pinnye vonalrészből kibontott, használt, 20 éves, betonaljas vágánymezőket fektettek le. Ez által a pálya sebesség 80 km/h-ra növekedett ezen a 6,7 kilométeres szakaszon. Ennek segítségével tervezték bevezetni az egész napos fél óránkénti összeköttetést a vonalon.

### Forgalom
2001-ig Felsőgalla vasútállomásig jártak az oroszlányi személyvonatok. A 2006 / 2007. évi menetrendváltást követően 'Budapest - Tatabánya - Oroszlány vonalon úgynevezett ütemes menetrendet vezettek be. Napi két vonatpár közlekedett közvetlenül a Déli pályaudvar és Oroszlány között. A 2008 / 2009. évi menetrendben maradt a személyvonatok órás ütemezése, ami a csúcsidőn kivüli délelőtti, illetve az esti időszakban két órás követésre csökkent. A közvetlen Budapestre tartó járatok is megszűntek.

### Járművek
A vonalon 2007 márciusáig MÁV V43-as villamosmozdonyok közlekedtek ingavonatokkal, amiket Bombardier Talent motorvonatokra cseréltek, de ezek nem sokáig közlekedtek itt, mert egy hónapra rá itt is forgalomba álltak a 2007 és 2010 között beszerzett 60 db Stadler FLIRT motorvonatok egy része. 2015-ig sok olyan járat közlekedett a vonalon amelyek Bhv kocsikból valamint BVmot motorvonatokból került kiállításra. A MÁV-START 2014–2015-ben forgalomba állt további 63 kék-sárga Stadler FLIRT motorvonatainak köszönhetően a régi Bhv-s ingavonatok valamint a BVmot motorvonatok eltűntek a vonalról. 

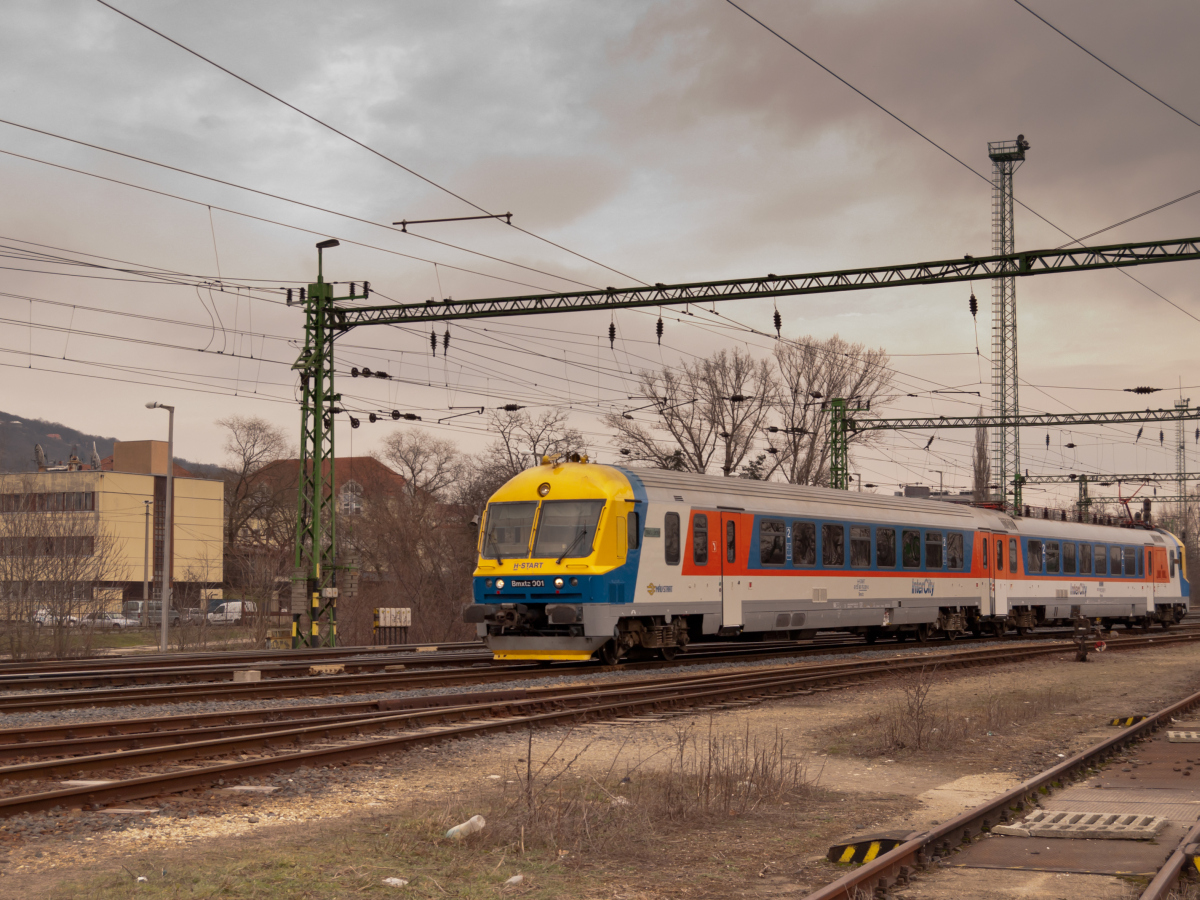
BVmot motorvonat Tatabánya állomáson

## Járatok
A lista a 2020–2021-es menetrend adatait tartalmazza.

| Vonat | Útvonal                               | Sűrűség  |
| ----- | ------------------------------------- | -------- |
| S12   | Budapest-Déli – Tatabánya – Oroszlány | Óránként |